# بن أولسن
بن أولسن (بالإنجليزية: Ben Olsen)‏ (مواليد 3 مايو 1977) هو لاعب كرة قدم. يلعب مع منتخب الولايات المتحدة الأمريكية لكرة القدم. سبق له أن لعب في كأس العالم لكرة القدم مع منتخب بلاده.

## روابط خارجية
- بن أولسن على موقع الاتحاد الدولي (مؤرشف)  (الإنجليزية)
- بن أولسن على موقع الدوري الأمريكي (الإنجليزية)
- بن أولسن على موقع قاعدة بيانات كرة القدم.إي يو (الإنجليزية)
- بن أولسن على موقع ناشيونال فوتبول تيمز (الإنجليزية)
- بن أولسن على موقع Soccerbase.com (لاعب) (الإنجليزية)
- بن أولسن على موقع كووورة
- بن أولسن على موقع أوليمبيديا (الإنجليزية)